# Cam Lập
Cam Lập là một xã cũ thuộc thành phố Cam Ranh, tỉnh Khánh Hòa, Việt Nam.
- Xã Cam Lập có diện tích 21,36 km², dân số năm 1999 là 1.568 người, mật độ dân số đạt 73 người/km².

## Hành chính
- Xã Cam Lập được chia thành 2 thôn gồm: Nước Ngọt, Bình Lập.
- Trước năm 1994: Thôn Bình Tiên thuộc xã Cam Lập và sau đó được tách về xã Công Hải, huyện Ninh Hải, tỉnh Ninh Thuận.